# Славяномакедонски народоосвободителен фронт
Славяномакедонският народоосвободителен фронт (СНОФ) е политическа организация с комунистическа ориентация на българоезичните жители на Костурско и Леринско, Гърция, просъществувала от декември 1943 година до май 1944 година. СНОФ функционира под непосредственото ръководство на Гръцката комунистическа партия, но върху нея значително влияние оказва и политиката на Югославската комунистическа партия.
Главна цел на СНОФ е неутрализиране на влиянието сред населението в Костурско и Леринско на обвързания с италианските и германските власти Македоно-български комитет и приобщаването на селските маси от двете околии към комунистическата съпротива. Терминът „славяномакедонски“ е пресечна точка и компромисна формулировка между съзнанието на славянското българско население в Югозападна Македония, между общоприетото гръцко становище за наличието там на „славофонно“ население и между все по-агресивния югославски македонизъм на ЮКП.
Печатен орган на Главния комитет на СНОФ е вестник „Непокорен“.

## Основаване и функциониране на СНОФ
СНОФ се основава под натиск на „славяномакедонските“ партизани в ЕЛАС, които настояват да имат своя организация. От друга страна, през 1943 година в Костурско силен размах имат българските чети, поради което ГКП и ЕЛАС в съгласие с ЮКП решава да се формира отделна организация със собствен военен потенциал, която да функционира под стриктното ръководство на ГКП и ЕЛАС.
Създадени са две отделни околийски организации на СНОФ в Костурско и Леринско. След едно подготвително съвещание на 20 октомври 1943 година в село Дъмбени СНОФ за Костурско е основан на 25 декември 1943 година на учредителна конференция в село Кърчища. Избрано е околийско ръководство, което включва Паскал Митревски като секретар и Наум Пейов и Лазар Поплазаров като членове.
Учредителната конференция на СНОФ за Леринско се провежда на 26-27 декември 1943 година в село Бел камен. В избраното околийско ръководство влизат Петре Пилаев - политически секретар, Георги Турунджев - организационен секретар, Ставро Кочев и Н. Тасков.
По-късно на 31 март 1944 година е проведена нова конференция на Леринския СНОФ, а на 12 април 1944 г. – на Костурския СНОФ. На последната за секретари на организацията са избрани Паскал Митревски, Лазар Дамов и Андон Цалев. За членове на тясното ръководство са определени още Симо Калчев, Андрей Пандулев, Благой Даскалов и Яни Кокинов.
На 28 януари 1944 година се провежда среща на костурското и леринското ръководство на СНОФ в село Чърновища. Поради техните противоположни становища изобщо не се стига до обединяване на двете организации и създаване на централно ръководство. Докато костурските активисти на СНОФ под влияние на ЮКП издигат идеята следвоенна Гърция по примера на Авнойска Югославия да бъде федерална държава, състояща се от две отделни единици, собствено Гърция и Егейска Македония. Леринските дейци на СНОФ, следвайки позицията на ГКП, възразяват, че в Гърция доминира една нация, и че следователно следвоенна Гърция следва да бъде не федерална, а унитарна държава, в която се спазват правата на всички малцинства, включително и на „македонското“.
СНОФ като цяло успява да постигне основната цел на своите създатели. Под негов натиск редица села склоняват да се откажат от Македоно-българския комитет, главно поради безсперспективността на неговия съюз с губещите войната Италия и Германия, и приемат СНОФ като някаква негръцка форма на приобщаване към страната на победителите във Втората световна война. За тази цел се употребяват собствени партизански единици, сред които основен е отрядът „Лазо Търповски“, в различни периоди включващ от 20 до 70 души. Този отряд заедно с някои милиционни формирования по селата се определят понякога като отделна „Славяномакедонска народноосвободителна войска“ (СНОВ).
Костурският СНОФ издава свой вестник – „Славяномакедонски глас“, печатан на циклостил в 300-400 броя. Негови редактори са Лазар Поплазаров, Панайот Ралев, Живко Поптрайков и Васко Караджа.

## Разпускане на СНОФ
Поради нарастващите проюгославски тенденции на костурския СНОФ, стигащи в перспектива до искания за право на отцепване от Гърция и присъединяване към Югославия, ГКП решава да разпусне организацията. В началото на май 1944 година конференция на костурската околийска организация на ГКП в село Мангила постановява решението на ГКП за преливане на СНОФ в ЕАМ. Ръководителите на костурския СНОФ изразяват несъгласие, поради което части на ЕЛАС ги арестуват в тяхното седалище в село Кърчища. Паскал Митревски, Лазар Поплазаров и Лазар Дамов са изпратени за обяснения в Бюрото на ГКП за Западна Македония в село Жупан, Населичшо.
На 16 май 1944 г. местната организация на ГКП безпроблемно разпуска Леринския СНОФ. С този акт СНОФ прекратява своето формално съществуване.
На 8 май 1944 г. е арестуван и Наум Пейов, но той на 16 май 1944 година успява да се освободи от ареста. По внушение на емисаря на ЮКП Кирил Георгиевски Наум Пейов организира някои от членовете на СНОВ и активисти на СНОФ в отделен отряд, който се прехвърля в Югославия. Аналогично е организирано прехвърлянето на група партизани, водени от Георги Турунджев, от Леринско в Югославия.
Възникналото напрежение е туширано чрез споразумение между ГКП и ЮКП в Югозападна Македония да бъдат образувани отделни „славяномакедонски“ военни единици, но само в състава на ЕЛАС и под нейното стриктно ръководство. През юни 1944 година е сформиран Воденски „македонски“ батальон, а през август 1944 година - Леринско-костурския батальон „Гоце“.
По-късно след приключване на военните действия ЮКП организира емигриралите в Югославия активисти от Южна Македония. На 23 април 1945 година в сградата на ЦК на МКП в Скопие е създаден Народоосвободителният фронт. Новата организация, просъществувала от 1945 до 1949 година, претендира да бъде своеобразен продължител на СНОФ.